# Багратион, Георгий Ираклиевич
Князь Георгий (Хорхе) Ираклиевич Багратион-Мухранский (груз. გიორგი (ხორხე) ირაკლის ძე ბაგრატიონ-მუხრანელი; 22 февраля 1944, Рим, Королевство Италия — 16 января 2008, Тбилиси, Грузия) — князь Мухранский, герцог Ласос. Реально никогда не правил Грузией и Мухрани.
Также известен как автогонщик под именем Хорхе де Багратион. Чемпион Испании по ралли 1979 и 1981 годов. Чемпион Испании по шоссейно-кольцевым гонкам 1969, 1973 и 1982 годов.

## Происхождение

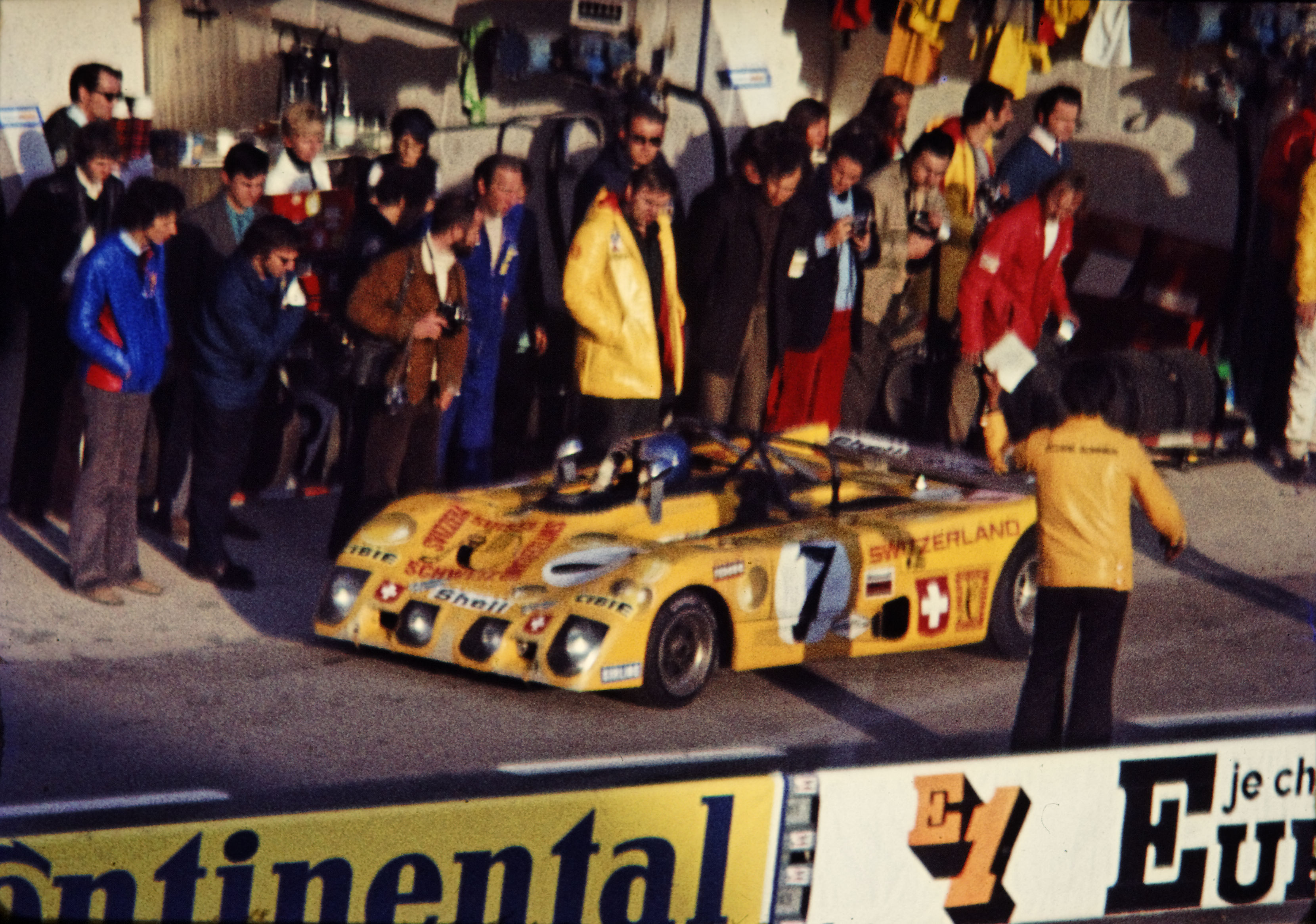
Георгий Багратион (за рулём) в гонке 24 часа Ле-Мана 1972 года

Представитель одной из боковых линий древнейшей христианской монаршей династии Багратионов, правившей Грузией более 1000 лет, князей Багратион-Мухранских. Потомок брата генерал-лейтенанта И. К. Багратион-Мухранского.
Родился в Риме, где его семья жила в годы Второй мировой войны.
Отец: князь Ираклий Георгиевич Багратион-Мухранский (21 марта 1909—30 ноября 1977), с 1957 года — князь Мухранский. Мать: итальянская графиня Мария-Антуанетта Паскини деи Конти ди Костафьорита (ум. 22 февраля 1944 при родах).
В 1947 году вместе с отцом переехал в Испанию, где тот женился на испанской инфанте донье Марии де лас Мерседес де Бавария и де Бурбон (3 октября 1911—11 сентября 1953), племяннице короля Альфонса XIII. Мачеха родила князю Георгию единокровных сестру и брата: княжну Мариам (Марию) (р. 27 июня 1947) и князя Баграта (р. 12 января 1949).
Князь Георгий Ираклиевич Багратион-Мухранский был двоюродным братом Марии Владимировны Романовой, называющей себя Главой Российского Императорского Дома.

## Спортивная карьера
В 1959 году князь Георгий Багратион-Мухранский начал спортивную карьеру, выступая в мотогонках. В 1963-м перешёл в автогонки, участвуя в соревнованиях различного класса (в том числе, в гонках кузовных автомобилей, «Формуле-3» и «Формуле-2»), но самых больших успехов он добился в раллийном спорте, дважды став чемпионом Испании (1979, 1981). Занял третье место на Ралли Испании 1978 года (RACE Rallye de España), этапе Кубка FIA для пилотов ралли. 
Попытки участия в «Формуле-1» (1968 и 1974 годах) по разным причинам не удались (к примеру, в 1974 году, будучи включённым в предварительный заявочный список «Гран-при Испании», из-за проблем со спонсором на старт не вышел). Князь оставил спорт в 1982 году и вскоре занял должность PR-директора испанско-португальского отделения концерна FIAT.

## Статус в Доме Багратионов
В 1977 г. после смерти отца он был провозглашён частью грузинской эмиграции как глава Грузинского Царского Дома в изгнании Георгием XIV, как глава старшей линии Дома Багратионов, Карталинского Царского Дома, потомков и наследников царей Картли (светлейшие князья Грузинские, — следующая по старшинству линия династии, жившие в СССР потомки и наследники царя Кахети Теймураза и его сына Ираклия II, захвативших престол Картли в XVIII веке). Одновременно унаследовал звание Суверенного главы и Великого Магистра грузинских династических орденов: Грузинского Орла и Священной туники Господа нашего Иисуса Христа, и Святой Царицы Тамары.
Был пожалован несколькими европейскими, азиатскими и африканскими династическими орденами.
От первого брака с испанской аристократкой доньей Марией де лас Мерседес де Зорноза и Понсе де Леон (р. 14 августа 1942) имел дочь и двух сыновей, князей Ираклия и Давида, от второго брака с доньей Нурией Ллопис и Олиарт (р. 14 ноября 1953) — ещё одного сына, князя Уго.
В 1995 году во время перезахоронения праха родственников, организованного его тёткой Леонидой Георгиевной, впервые побывал в Грузии.
Неоднократно встречался с католикосом-патриархом Илией II, президентом Грузии Э. А. Шеварднадзе и другими политическими и общественными деятелями Грузии.
Поддерживался многими грузинскими монархистами, как кандидат на престол.
В 2004 году получил гражданство Грузии.
С 2006 года жил на исторической родине, где его настигла тяжёлая болезнь. Согласно источникам, близким к семье, причиной смерти стал гепатит.
20 января 2008 года был похоронен в усыпальнице грузинских Царей — соборе Светицховели (город Мцхета).